# Service bulletin
Il Service Bulletin (in italiano Bollettino di Modifica) è una pubblicazione tecnica emessa dal detentore del Type Certificate di un prodotto aeronautico (cellula, motore, elica o componente).
Il service bulletin introduce modifiche e/o ispezioni aggiuntive in modo da correggere difetti emersi dopo la certificazione del prodotto o per migliorarne le caratteristiche tecniche. Il proprietario del velivolo, dopo aver valutato i costi/benefici prodotti dalla modifica, decide a sua discrezione se applicarli o meno.
Il costruttore assegna un livello di urgenza al bollettino mediante una scala numerica  o con un giudizio sintetico (Optional, Recommended, Mandatory etc). I bollettini particolarmente urgenti, che richiedono un'azione correttiva immediata, sono definiti Alert Service Bulletin e sono generalmente oggetto di Prescrizioni di Aeronavigabilità da parte delle Autorità Aeronautiche (per l'Italia ENAC ed EASA).